# Oakdale Golf & Country Club
Oakdale Golf & Country Club, fundado en 1926, es un club de golf y tenis privado estilo parque ubicado en North York, Toronto, Ontario, Canadá. Fue sede del Abierto de Canadá de 2023 y volverá a albergar el torneo en 2026.

## Historia
El club fue fundado en 1926. Se encuentra a unas 15 millas al norte del centro de Toronto. El campo se construyó en lo que eran tierras de cultivo, décadas antes de que la metrópoli de Toronto se extendiera y absorbiera la propiedad dentro de sus límites. Se han encontrado rastros de una aldea en los terrenos del club, adyacente al Toronto Carrying-Place Trail. Desde su fundación, el club ha pedido a sus miembros que retribuyan a la comunidad de una forma u otra.

En 1926, el Toronto Star publicó un artículo con el titular: «Hebreos compran una granja y construyen un campo de golf». El club es conocido como predominantemente judío, ya que los miembros de la comunidad judía de Toronto compraron el terreno y establecieron el club en respuesta al antisemitismo en Canadá en las décadas de 1920 y 1930 que excluía estrictamente a los judíos de los clubes de golf privados, incluido el Rosedale Golf Club. Mark Sadowski, expresidente del club, dijo:
Fue por necesidad que surgió este club. Hace cien años el mundo era un lugar muy diferente y había clubes que no permitían que los judíos se unieran o incluso jugaran. Y lo mismo ocurrió en la comunidad médica y en otros aspectos de los negocios. Había reglas muy claras de «ni negros, ni judíos ni asiáticos».
Sin embargo, la religión nunca ha sido un requisito o una barrera para ser miembro, y cualquiera puede unirse al club, que incluye a muchos no judíos.
Fue seleccionado como nuevo sitio para el torneo Abierto de Canadá de 2023, el tercer campeonato nacional más antiguo del mundo, después de que Golf Canada se diera cuenta de que solo un puñado de Abiertos de Canadá se habían llevado a cabo dentro de Toronto en las décadas anteriores. Nick Taylor ganó el Abierto de Canadá RBC, convirtiéndose en el primer canadiense en ganar el Abierto de Canadá desde 1954. En este campo también se jugará el Abierto de Canadá de 2026.

## Curso
El campo de golf tiene 27 hoyos, 18 de los cuales fueron diseñados por el arquitecto canadiense Stanley Thompson en las décadas de 1920 y 1930. Un tercer nueve fue diseñado por el miembro del Salón de la Fama del Golf canadiense Robbie Robinson, discípulo de Thompson, en 1957. Black Creek atraviesa el campo. Cada uno de los tres nueves lleva el nombre de figuras famosas del golf canadiense: el propio Thompson, George Knudson (ocho veces ganador del PGA Tour) y Wilf Homenuik (el profesional docente del club desde hace mucho tiempo). Knudson ganó 8 torneos en el PGA Tour y Homenuik ganó varios torneos como aficionado y eventos de la PGA canadiense. Ambos hombres también eran profesionales del club en Oakdale.
El Abierto de Canadá de junio de 2023 se jugó con una ruta compuesta de 7460 yardas que utilizó algunos hoyos de cada uno de los nueves de Homenuik y Thompson y todos los hoyos de Knudson como los últimos nueve. Era la primera vez que el campo era sede del RBC Canadian Open, y era el campo número 37 en los 117 años de historia del torneo.

## Instalaciones
Las instalaciones de tenis del club cuentan con seis canchas al aire libre, con tienda profesional y ofrece lecciones y competiciones.